# Euronext

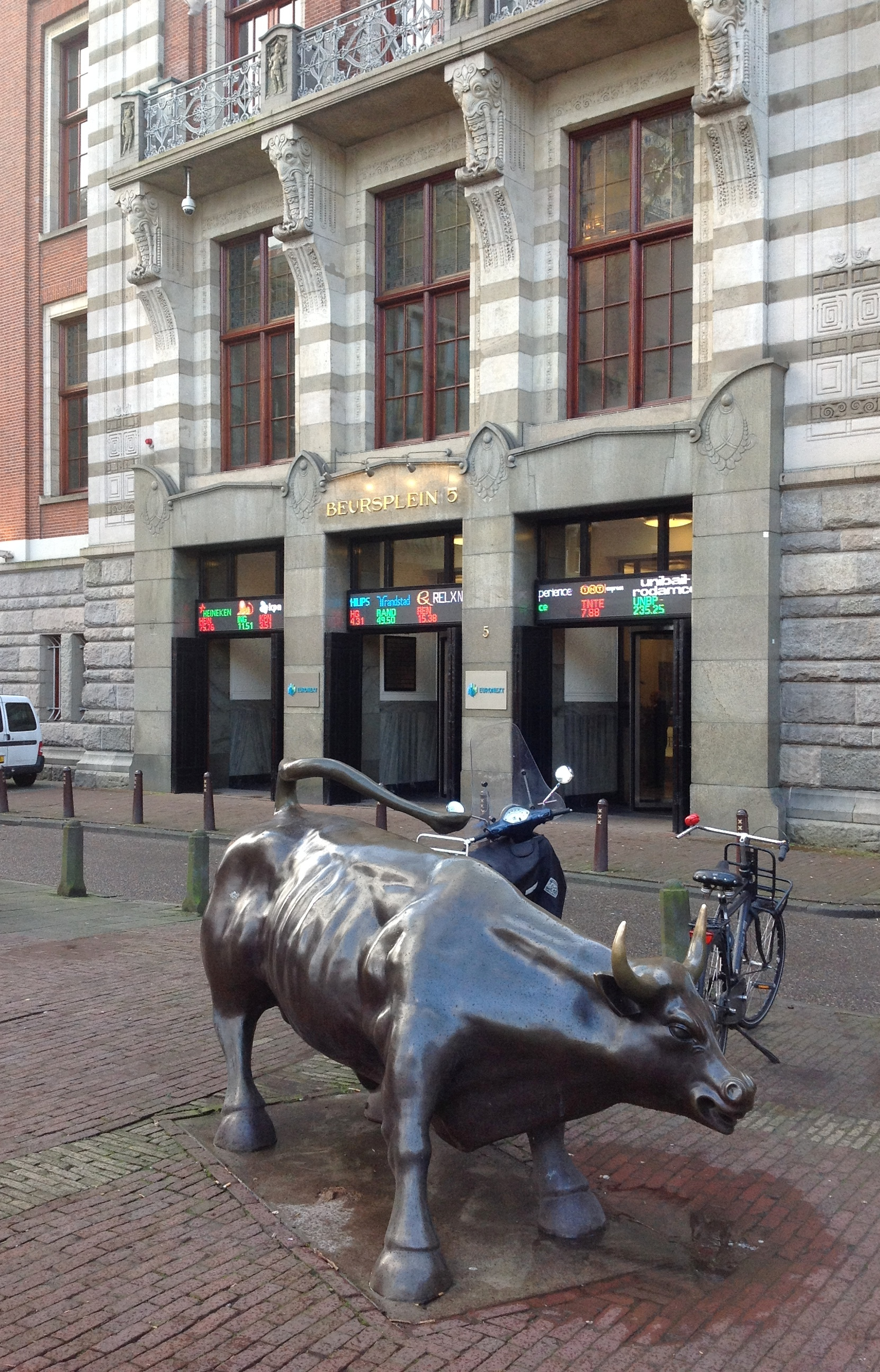
Entree Euronext Amsterdam met de stier op de voorgrond en de beursticker boven de ingang.

Euronext is een internationale, pan-Europese beursmaatschappij die in 2000 ontstond door de fusie van de beurzen van Parijs (ParisBourse), Brussel (Brussels Exchanges) en Amsterdam (Amsterdam Exchanges). Later zijn daar de beurzen van Ierland, Noorwegen en Italië bijgekomen door middel van overnames.
Op 4 april 2007 is Euronext N.V. overgenomen door NYSE Group, Inc. Dit kreeg de nieuwe naam NYSE Euronext Inc., maar na de overname van NYSE door Intercontinental Exchange (ICE) in november 2013 zijn de continentale Europese aandelenbeurzen weer afgestoten en is Euronext N.V. weer een beursgenoteerde onderneming geworden.

## Activiteiten
Euronext is een grote effectenbeurs in Europa. Per 31 december 2024 waren er ruim 1800 bedrijven genoteerd aan een van de effectenbeurzen van Euronext met een totale aandeelhouderswaarde van 6100 miljard euro. Ongeveer een kwart van de aandelenhandel in Europa vindt plaats bij Euronext. Verder staan er ruim 55.000 obligaties genoteerd. Grote concurrenten in Europa zijn Deutsche Börse en de London Stock Exchange.
De belangrijkste activiteit van Euronext is de handel in effecten en derivaten, hier werd in 2023 ongeveer een derde van de omzet in gerealiseerd. De post-trade activiteiten, zoals Clearing en Settlement & Custody, nemen een kwart van de omzet voor hun rekening. De bedrijven die een beursnotering hebben op een van de beurzen van Euronext betalen ook een vergoeding, dit levert ongeveer een zesde van de inkomsten op. Verder verkoopt Euronext koersinformatie aan klanten en nieuwsdiensten en het gebruik van indices van Euronext levert ook inkomsten op. Ongeveer de helft van de inkomsten zijn gevoelig voor het handelsvolumes op de diverse beurzen.

### Beursindices
Euronext hanteert verschillende beursindices:
- Euronext 100 is de index van de 100 grootste fondsen die op Euronext verhandeld worden (op basis van het aantal aandelen, de koers van de aandelen en de hoeveelheid transacties gedurende een bepaalde periode).
- Next 150 is gebaseerd op de 150 daaropvolgende fondsen.
- De verschillende vestigingen van Euronext gebruiken ook verder hun eigen indices zoals de BEL20 in Brussel, de CAC40 in Parijs, de AEX Index, Amsterdam Midkap Index (AMX) en Amsterdam Small Cap Index (AScX) in Amsterdam en de PSI-20 in Lissabon.

### Deelsegmenten
De Euronext-beurs is opgedeeld in een aantal deelsegmenten volgens de karakteristieken van de genoteerde effecten en aandelen.
- Eurolist is een tweeledig segment en bestaat uit:
  - Continumarkt: bevat alle effecten waarvan een groot volume per dag verhandeld wordt waardoor een continue prijsvorming aan de orde is. Dit betekent concreet dat om de zoveel seconden een nieuwe evenwichtsprijs tussen vraag en aanbod wordt gezocht. Bedrijven met een notering op deze continumarkt zijn verplicht hun aandeelhouders geregeld te informeren over de financiële gang van zaken.
  - Fixingmarkt: bevat effecten waarvan een minder groot, maar niettemin ruim, aantal effecten per dag worden verhandeld. Er wordt tweemaal daags een evenwichtsprijs gevormd.
- Vrije markt is het tweede grote segment en bevat alle effecten van de kleine beursgenoteerde bedrijven. Terwijl grote bedrijven een verhandeld volume van vele honderdduizenden effecten bereiken, komen beursgenoteerde bedrijven die op de vrije markt actief zijn vaak maar aan een volume van 500 effecten per dag. Koersen van genoteerde effecten op dit beurssegment noteren vaak dagenlang onveranderd.

#### Euro-list
- Large cap (compartiment A) : marktkapitalisaties van meer dan 1 miljard euro
- Mid cap (compartiment B) : marktkapitalisaties van tussen de 250 miljoen en 1 miljard euro
- Small cap (compartiment C) : marktkapitalisaties kleiner dan 250 miljoen euro

### Resultaten
De sterke winststijging in 2017 is mede veroorzaakt door een buitengewone bate op een aandelenruil van LCH en een incidentele belastingmeevaller. De omzetgroei in 2021 werd mede veroorzaakt door de overname van Borsa Italiana. 
| Jaar | Omzet         | EBITDA        | Nettoresultaat |
| Jaar | (× € miljoen) | (× € miljoen) | (× € miljoen)  |
| ---- | ------------- | ------------- | -------------- |
| 2014 | 459           | 225,4         | 118,2          |
| 2015 | 519           | 283,8         | 172,7          |
| 2016 | 496           | 283,9         | 197,0          |
| 2017 | 532           | 297,8         | 241,3          |
| 2018 | 615           | 354,3         | 216,0          |
| 2019 | 679           | 399,4         | 222,0          |
| 2020 | 884           | 520,0         | 315,5          |
| 2021 | 1299          | 752,8         | 413,3          |
| 2022 | 1419          | 785,4         | 437,8          |
| 2023 | 1475          | 786,4         | 513,6          |
| 2024 | 1627          | 975,6         | 585,6          |

### Aandeelhouders
Euronext een aantal referentie aandeelhouders, dit is een groep van financiële instellingen: Intesa Sanpaolo, CDP Equity, Caisse des Dépôts et Consignations, Euroclear, de Federale Participatie- en Investeringsmaatschappij en ABN AMRO Bank N.V.. Deze aandeelhouders hebben samen 23,4% van de aandelen en stemrecht in handen per 31 december 2024.

## Geschiedenis

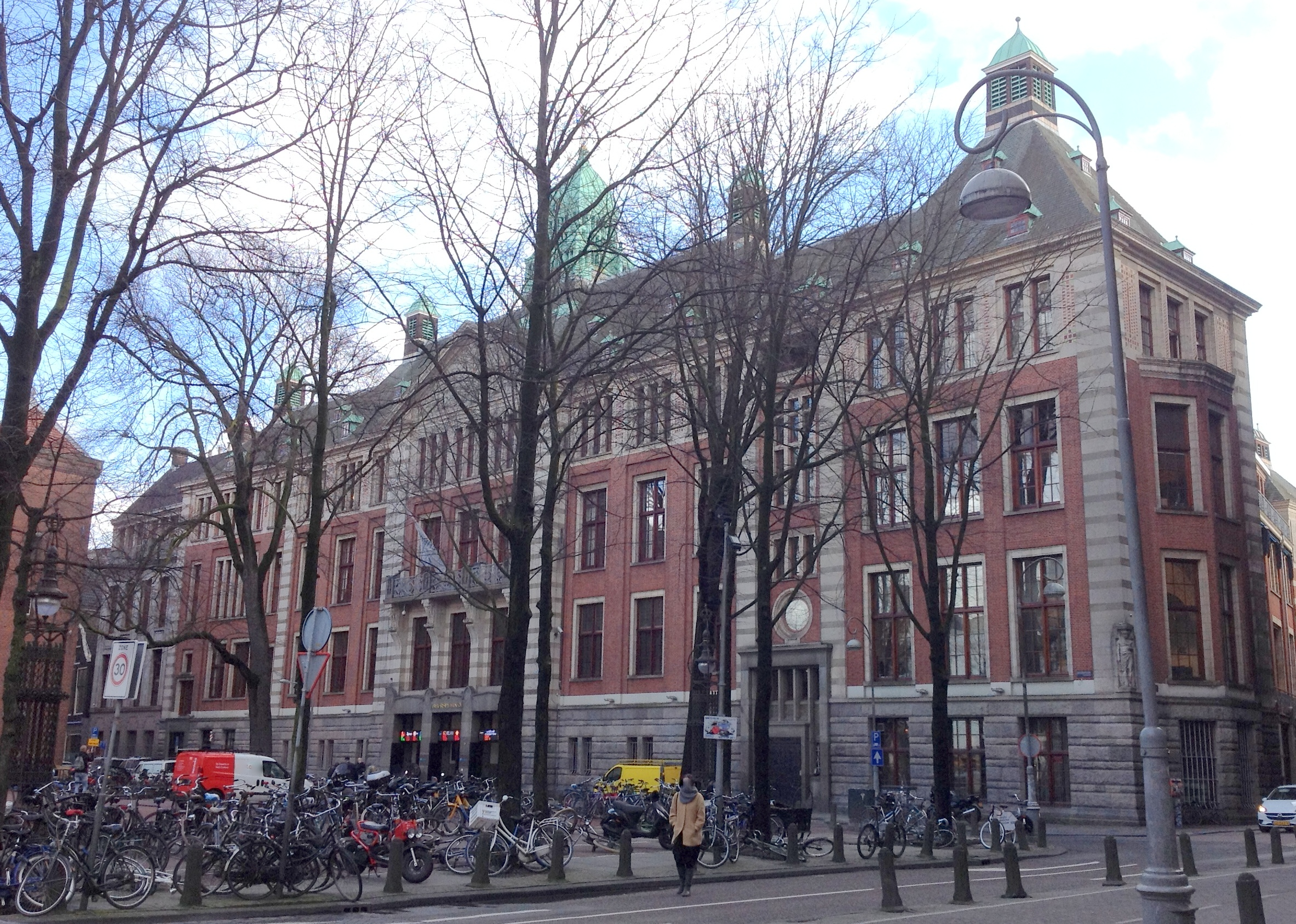
Locatie Amsterdam

Met de oprichting van Euronext wensten de betrokken beurzen in te spelen op de groeiende globalisering van de financiële markten enerzijds en door een pan-Europese aanpak de transactiekosten te drukken anderzijds. Voor het ondersteunen en uitvoeren van de beurshandel werd het Nouveau Système de Cotation ingevoerd.

### Voorlopers

#### Euronext
De holdingmaatschappij Euronext N.V. werd officieel opgericht op 22 september 2000 als een naamloze vennootschap naar Nederlands recht, gevestigd in Amsterdam, en had toen vestigingen in België, Frankrijk en Nederland. In januari 2002 nam Euronext de Londense optie- en termijnbeurs LIFFE (London International Financial Futures and Options Exchange) over; de handel in opties en futures van Euronext en LIFFE zijn dan gecombineerd in Euronext.liffe. Op 6 februari 2002 trad de beurs van Lissabon, BVLP (Bolsa de Valores de Lisboa e Porto) toe tot Euronext. 
Op 2 september 2002 werden de markten van Euronext Lissabon, Parijs, Brussel en Amsterdam geïntegreerd in een gemeenschappelijk handelsplatform.
De strategie van Euronext was erop gericht de grootste Europese financiële markt te worden. Begin 2005 was het bedrijf daarbij gewikkeld in een strijd met de Deutsche Börse om de London Stock Exchange over te nemen.
Op 17 mei 2005 lanceerde Euronext een nieuwe pan-Europese beurs, speciaal voor kleinere bedrijven: Alternext. Deze beurs is voor het midden- en kleinbedrijf en heeft als criteria dat de marktkapitalisatie tussen de € 10 en € 80 miljoen ligt. In 1997 werd er ook al geprobeerd een pan-Europese beurs voor het MKB op te zetten, Nmax, maar dit werd geen succes.

#### NYSE Euronext
Op 2 juni 2006 deed New York Stock Exchange een overnamebod op Euronext. De Amerikanen boden circa € 8 miljard. Door de samenvoeging in april 2007 ontstond de grootste beurs ter wereld. Het nieuwe bedrijf werd NYSE Euronext en werd geleid door de Amerikaan John Thain. De Nederlander Jan-Michiel Hessels werd voorzitter van de raad van commissarissen. In het bestuur van NYSE Euronext kwamen elf mensen van de NYSE en negen 'Euronexters'. In november 2013 komt NYSE Euronext in handen van de Amerikaanse grondstoffen- en energiebeurs Intercontinental Exchange (ICE). ICE had geen interesse in de effectenbeurzen op het Europese vasteland en besloot deze af te stoten.

### Terug naar Euronext
In 2014 werden deze Europese beurzen afgesplitst en ondergebracht in een zelfstandig bedrijf. In juni 2014 ging Euronext naar de beurs waarbij 33,3% van de aandelen in handen zijn gekomen van referentie aandeelhouders. Dit is een groep van institutionele beleggers, waaronder ook de Nederlandse financiële instellingen ABN Amro en ASR Nederland.
In mei 2017 werd de overname van de elektronische valutahandelsplaats FastMatch bekendgemaakt. Voor een bedrag van 153 miljoen dollar koopt het een belang van 90%. Het huidige management van FastMatch blijft aan en houdt de overige 10% van de aandelen in handen. FastMatch werd in 2012 opgericht en brengt valutahandelaren bij elkaar met een eigen technologie en zeer snelle handelsmogelijkheden. In 2016 bereikte het bedrijf een omzet van US$ 18 miljoen. De overname is op 14 augustus 2017 afgerond.
Eind november 2017 werd bekend dat Euronext een bod heeft uitgebracht van € 137 miljoen op alle aandelen van de Irish Stock Exchange (ISE). Ierland wordt daarmee het zesde land waarin Euronext in Europa actief is. Na goedkeuring van de toezichthouders werd de transactie op 27 maart 2018 afgerond en werd de naam gewijzigd in Euronext Dublin. Er zijn 56 aandelennoteringen in Dublin met een totale beurswaarde van € 125 miljard. Euronext heeft op zijn andere vier beurzen 1300 noteringen van bedrijven met een waarde van € 3600 miljard.
Euronext deed een bod van NOK 145 per aandeel of € 625 miljoen in totaal op alle aandelen van Oslo Børs VPS. Euronext doet het bod gestand als meer dan 50% van de aandelen worden aangemeld en 49,6% van de aandeelhouders van Oslo Børs hebben het bod al geaccepteerd. DNB Bank, de grootste bank van Noorwegen, was met een belang van 25,9% de grootste aandeelhouder, gevolgd door het grootste pensioenfonds van het land, KLP met een 10% belang.
Het Amerikaanse NASDAQ, Inc. kwam met een alternatief bod waar het bestuur van Oslo Børs zelf meer zin in had. Na maandenlang touwtrekken gaf NASDAQ de strijd op. Euronext had al meer dan de helft van de aandelen Oslo Børs in handen en kreeg van zijn eigen aandeelhouders unanieme steun voor het bod. Euronext had wel in reactie op het alternatieve bod, zijn bod verhoogd naar NOK 158 of omgerekend ongeveer € 690 miljoen. De Noorse overheid maakte eerder het pad vrij voor een overname door Euronext. Na de overname blijft Oslo Børs gewoon bestaan. Op de beurs van Oslo noteren vooral grote vis- en schaaldierkwekerijen, rederijen en dienstverleners aan de offshoreolie-industrie. Op 17 juni 2019 werd de overname afgerond.
In september 2020 bracht Euronext officieel een bod uit op de Italiaanse beursuitbater Borsa Italiana. De partners bij dit bod zijn de Italiaanse staatsbank Cassa Depositi e Prestiti (CDP) en Intesa Sanpaolo. Borsa Italiana was toen nog in handen van de London Stock Exchange Group (LSEG), maar diende haar belang te verkopen in verband met een grote overname van Refinitiv. Naast Euronext waren ook andere geïnteresseerde koper.
Op 9 oktober 2020 werd Euronext en Italiaanse partners aangewezen als koper, ze zijn bereid € 4,3 miljard te betalen voor Borsa Italiana. Borsa Italiana behaalde in 2019 een omzet van € 464 miljoen en een bedrijfsresultaat van € 264 miljoen waarmee de gecombineerde omzet uitkomt op € 1,3 miljard en het een bedrijfsresultaat op € 711 miljoen. De Italiaanse beurs is hiermee goed voor ruim een derde van de omzet van Euronext na de overname. De overname wordt bekostigd via bestaande beschikbare middelen, nieuwe schulden en via nieuw eigen vermogen door een onderhandse plaatsing van aandelen bij CDP en Intesa Sanpaolo. CDP krijgt in ruil daarvoor een belang van 7,3% in Euronext en Intesa Sanpaolo van 1,3%. De overname werd op 29 april 2021 afgerond.
In februari 2023 deed Euronext een verkennend bod van € 5,5 miljard op het Spaanse investeringsplatform Allfunds. Deze laatste heeft sinds het voorjaar van 2021 een beursnotering aan Euronext Amsterdam. Allfunds verzorgt een digitaal platform, markt, waar beheerders van beleggingsfondsen en investeerders tot zaken kunnen komen. Euronext wilde eerst de twee grootaandeelhouders van Allfunds, Hellman & Friedman met een belang van 34% en BNP Paribas met 12%, aan boord hebben alvorens een definitief bod te doen. Op 1 maart 2023 bleek een overname onmogelijk en Euronext trok zich terug uit dit overname project.
In juli 2025 gaf Euronext te kennen een bod te overwegen op de effectenbeurs van Athene. Euronext is reeds in gesprek met het bestuur van Hellenic Exchanges-Athens Stock Exchange (Athex). Het bod betreft een aandelenruil, één aandeel Euronext voor 21,029 aandelen Athex. De Griekse beurs wordt hiermee op € 400 miljoen gewaardeerd. De Griekse regering staat achter een dergelijke fusie.